# George E. Smith
George Elwood Smith (n. 10 mai 1930, White Plains, New York, SUA – d. 28 mai 2025, Barnegat Township⁠(d), New Jersey, SUA) a fost un inginer american, cunoscut ca fiind coinventator al senzorului CCD, laureat al Premiului Nobel pentru Fizică din 2009, împreună cu Willard Boyle, pentru „inventarea unui circuit cu semiconductori pentru imagini – senzorul CCD”. Cei doi au împărțit jumătate din premiu, cealaltă jumătate fiindu-i acordată lui Charles Kao, inventatorul fibrei optice.